# Villa Tatti Tallacchini
La Villa Tatti Tallacchini è una villa di delizia situata a Comerio. Nota anche come Villa Berger. Fu costruita in stile tardobarocco all'inizio del Settecento quale residenza nobiliare, con annesso uno scenografico giardino all'italiana disposto su terrazze digradanti verso il lago di Varese.

## Storia
La villa fu edificata nei primi anni del Settecento (secondo un'antica fonte, nel 1702), dalla famiglia nobiliare varesina dei Tatti. Non è noto l'architetto che ne eseguì la costruzione, ispirata alle architetture dei maggiori architetti lombardi dell'epoca, Giovanni Ruggeri e Francesco Croce. Situata in posizione panoramica, negli anni venti del Settecento la villa doveva già essere sufficientemente sontuosa da ospitare, nel 1725, il governatore della Lombardia austriaca Girolamo Colloredo. A metà Ottocento fu costruita dai Tatti una filanda nel lato orientale della villa, che fu attiva dal 1848. Successivamente l'intero complesso fu venduto ai Tallacchini che mantennero la filanda in attività negli anni successivi, cedendo a terzi la villa, nel 1944. 
Seguirono alcuni passaggi di proprietà fino a quando la villa venne acquistata da Tommaso Berger, facoltoso imprenditore, produttore, tra l'altro, del famoso caffè Hag.
Tommaso Berger, nel 1980 vendette la villa a privati.
Previamente la stessa fu suddivisa, da un'impresa immobiliare di Saronno, in dieci prestigiosi appartamenti, ai cui intestatari appartiene anche la parte più alta del parco, ricca di monumenti e fontane, che consta di circa 6.000 mq..
La parte inferiore, ugualmente ampia, dopo un lungo periodo di degrado, fu donata al Comune di Comerio che ottenne fondi pubblici per il relativo restauro, aprendola al pubblico.

## Descrizione
La costruzione non presenta una conformazione tipica delle ville della sua epoca; probabilmente la pianta fu ideata per sfruttare al meglio la conformazione paesaggistica del colle su cui sorge, e specialmente la pregevole veduta sui laghi di cui gode, verso cui sono orientate sia le sale maggiori della villa, sia i terrazzamenti del giardino. Il corpo di fabbrica principale, impostato a tre piani su una pianta rettangolare, sporge infatti completamente rispetto alle due ali arretrate e non simmetriche, delle quali l'ala ovest ha esclusivamente una funzione estetica non essendo abitabile. La balconata della villa è di difficile datazione: qualora fosse coeva al resto della casa, sarebbe molto più antica rispetto ad analoghi elementi presenti nelle dimore varesine di Palazzo Estense e villa Seyssel d'Aix. I prospetti sono movimentati da lesene e decorazioni rococò. 

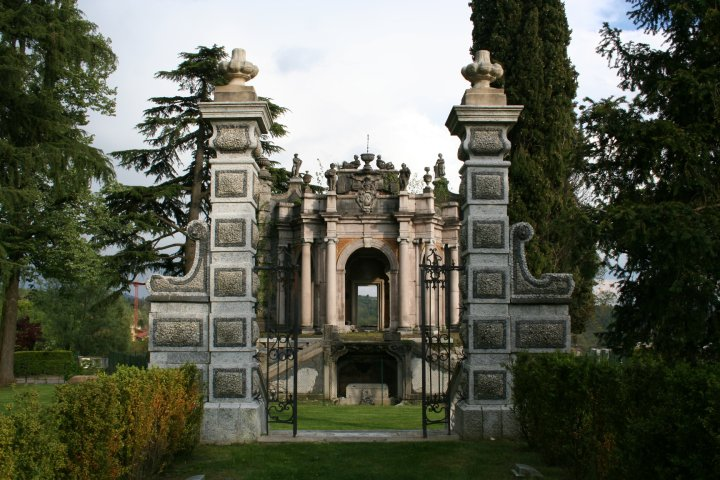
Coffee House nel parco

Lo spettacolare giardino barocco parte dall'ampia terrazza su cui prospetta la facciata della villa, e si diparte lungo il declivio ripartito da scalinate, fontane, statue e balaustre in pietra. Di particolare bellezza il ninfeo, situato al secondo livello delle terrazze, con al centro la fontana di Venere al bagno circondata da putti alati e finti scogli ai bordi di una vasca. Le pareti sono ricoperte da un mosaico di pietre a diversi colori, gialle, rosse, grigio chiaro e antracite che vivacizzano e alleggeriscono la struttura. La cura della vegetazione, costituita da grandi parterres di bosso e tassi geometricamente potati a tronco di cono, segue ancora i dettami del giardino all'italiana. Nelle terrazze inferiori si trovano un altro ninfeo a mosaico con al centro un putto con delfino, e infine la più spettacolare delle fontane, la fontana dei Fauni, dalla complessa struttura mistilinea costituita da più vasche e circondata da piramidi allungate. Nell'ultima parte del giardino, aperta al pubblico, sono state recuperate per quanto possibile dopo decenni di degrado la quinta grande fontana, adorna di rilievi a tema musicale, e la Coffee House, stupefacente padiglione barocco a forma di esedra, caratteristico dei giardini settecenteschi quale struttura dove i villeggianti si intrattenevano ascoltando concerti musicali.